# San Gerónimo, Argentina
San Gerónimo är en ort i Argentina.   Den ligger i provinsen San Luis, i den centrala delen av landet, 800 km väster om huvudstaden Buenos Aires. San Gerónimo ligger 539 meter över havet och antalet invånare är 330.
Terrängen runt San Gerónimo är platt. Runt San Gerónimo är det glesbefolkat, med 15 invånare per kvadratkilometer..
Omgivningarna runt San Gerónimo är i huvudsak ett öppet busklandskap.